# Michael Claassens

a Compétitions nationales et continentales officielles uniquement.

b Matchs officiels uniquement.
Dernière mise à jour le 28 novembre 2018.
 Michael Claassens (né le 28 octobre 1982 à Kroonstad) est un joueur de rugby à XV international sud-africain évoluant au poste de demi de mêlée.

## Carrière

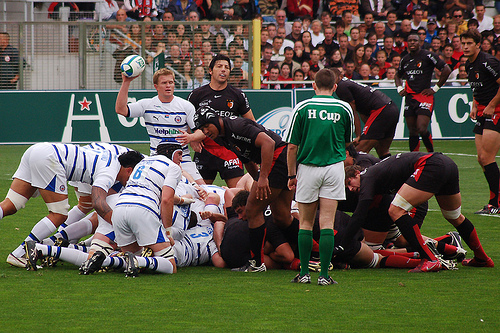
Byron Kelleher et Michael Claassens, avec le ballon, lors de Bath - Stade toulousain le 12 octobre 2008.

### En club et province
- avant 2005 : Golden Lions (Currie Cup) / Cats (Super 12)
- 2005-2007 : Free State Cheetahs (Currie Cup) / Central Cheetahs (Super 14)
- 2007-2013 : Bath Rugby
- 2013-2015 : RC Toulon
- 2015-2018 : Natal Sharks (Currie Cup) / Sharks (Super Rugby)

En juillet 2018, il annonce qu'il met un terme à sa carrière de joueur professionnel.

### En équipe nationale
Il a disputé un premier test match le 6 novembre 2004 contre l'équipe du Pays de Galles. Il dispute deux matchs du Tri-nations 2007.
- 8 sélections
- sélections par année : 3 en 2004, 3 en 2005, 2 en 2007
- Tri-nations disputés : 2007

## Palmarès
- Vainqueur de la Currie Cup en 2006 et 2007
- Vainqueur du Challenge européen en 2008
- Vainqueur de la Coupe d'Europe en 2014
- Vainqueur du Top 14 en 2014